# Franz Stangler
Franz Stangler (* 8. November 1910 in Erlauf; † 30. März 1983 ebenda) war ein österreichischer Politiker (ÖVP) und Lehrer. Stangler war von 1949 bis 1974 Abgeordneter zum Landtag von Niederösterreich.

## Leben
Franz Stangler besuchte die Volks- und Bürgerschule und absolvierte danach die Lehrerbildungsanstalt St. Pölten. Er arbeitete als Lehrer in Puchberg am Schneeberg und St. Pölten und war Funktionär in der Christlich-deutschen Turnerschaft. 1936 wurde er  Landesjugendführer des Österreichischen Jungvolk und 1938 aus politischen Gründen nach der Machtübernahme der Nationalsozialisten verhaftet. Er leistete ab 1940 seinen Militärdienst ab und geriet in britische Kriegsgefangenschaft, wobei er 1946 aus der Gefangenschaft zurückkehrte. Nach seiner Rückkehr war er wieder als Lehrer tätig und war zudem von 1946 bis 1955 Landesobmann sowie zwischen 1947 und 1950 Bundesobmannstellvertreter der Österreichischen Jugendbewegung. Zudem war er vom 5. November 1949 bis zum 11. Juli 1974 Abgeordneter zum Niederösterreichischen Landtag, zwischen 1963 und 1974 Obmann des Finanzkontrollausschusses sowie von 1964 bis 1974 ÖVP-Klubobmann. Stangler war zudem ab 1965 Direktor der Daniel Gran Volksschule in St. Pölten und zwischen 1977 und 1983 Präsident des Vereines der Freunde Carnuntums.

## Auszeichnungen
- 1968: Komturkreuz des Gregoriusordens mit Stern[1]